# Espai Cultura Fundació Sabadell 1859
L'Espai Cultura Fundació Sabadell 1859, conegut també com a Escola Industrial d'Arts i Oficis de Sabadell o Biblioteca de la Caixa és un edifici modernista dissenyat per l'arquitecte Jeroni Martorell, que es troba al centre de la ciutat, davant del Mercat Central de Sabadell i al costat dels Jardins de la seu central de Caixa Sabadell i del Museu de Paleontologia Miquel Crusafont, els quals comparteixen. Actualment és propietat de la Fundació Antiga Caixa Sabadell 1859.
En el seu vestíbul s'exposa el famós quadre L'Onze de Setembre de 1714 de Antoni Estruch i Bros, es tracta de l'original pintat l'any 1909. És propietat de la mateixa Fundació Sabadell 1859 i es tracta una de les obres més representatives de la derrota del 1714.

## L'edifici
Està format per dues grans naus i una torre lateral que conté l'escala. Una de les naus està col·locada de forma paral·lela al carrer i consta de baixos i dos pisos. L'altra nau és perpendicular a la primera, té el tester al carrer i és només de planta baixa.
La torre de l'escala és de planta circular, està coronada per una coberta de pavelló d'escames ceràmiques i les seves obertures superiors tenen forma d'arc parabòlic.

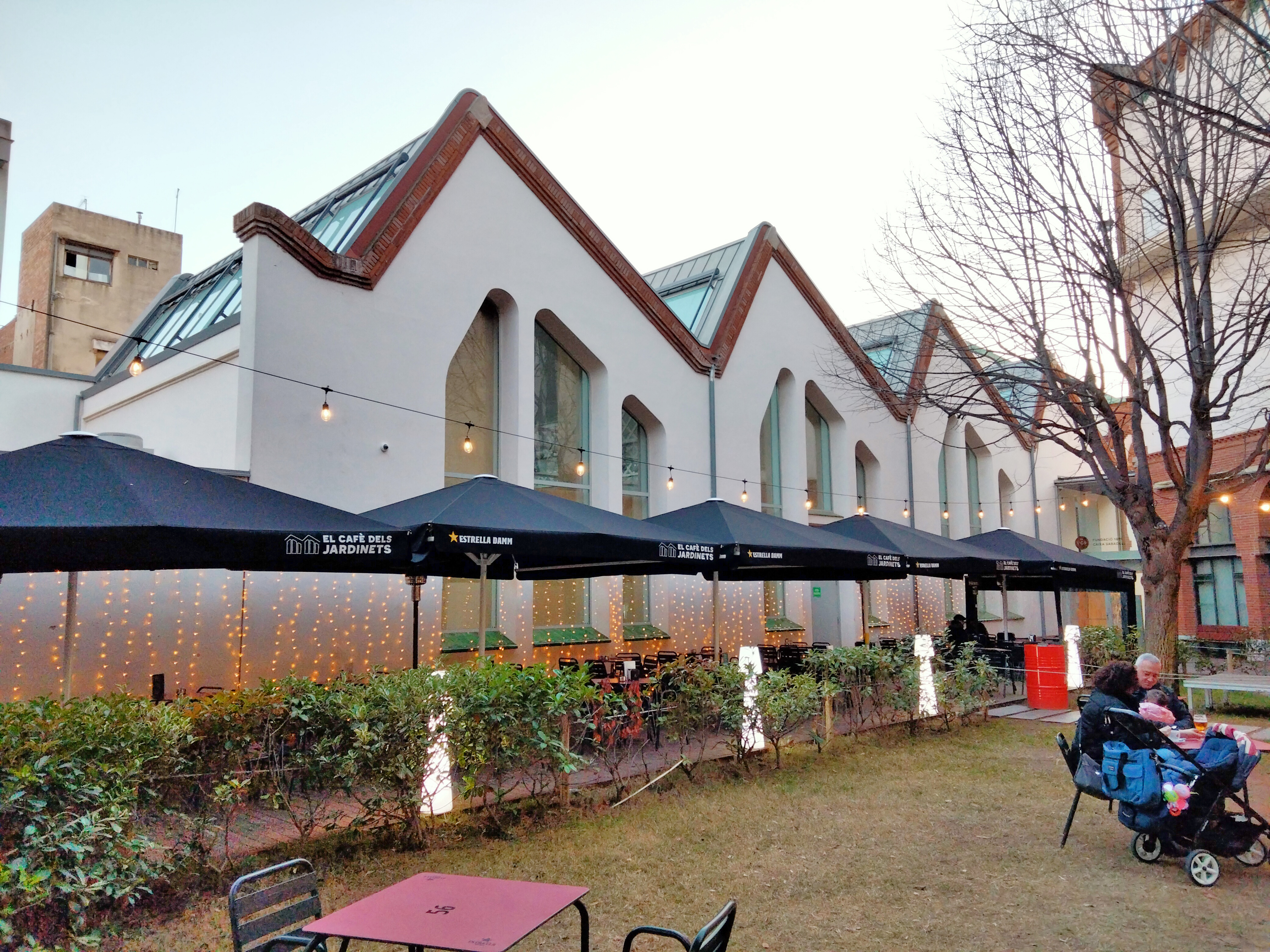
Nau amb coberta de dents de serra, façana que dona al jardí

Les façanes són modernistes i tenen un sòcol de pedra i a la resta del parament s'hi combina l'obra vista i l'estucat. La cornisa i els ampits de les finestres estan decorats amb ceràmica de color verd. La nau principal té la coberta a dues vessants, l'altre té la coberta de dent de serra.

## Història
Va ser construït entre el 1907 i el 1910 per Jeroni Martorell, al mateix temps que construïa l'edifici de la Caixa d'Estalvis ajudat pel mateix equip d'artesans. Hi col·laborà l'escultor Tomàs Priu i Marine. Posteriorment va sofrir una reforma a l'interior, a fi d'adequar l'edifici a seu de l'Obra Cultural de la Caixa d'Estalvis, aquesta fou realitzada per l'arquitecte J. Vila Juanico i el decorador R. Ribalta.
El 1992 es van fer obres de reforma de la planta baixa per a l'adequació a biblioteca i es creà un accés pel carrer d'en Font.